# جورجي تشيغاييف
جورجي تشيغاييف (بالأوكرانية: Чигаєв Георгій Олександрович)‏ (مواليد 19 أكتوبر 1983) هو ملاكم أوكراني، مثّل بلاده في الألعاب الأولمبية الصيفية 2008.

## روابط خارجية
جورجي تشيغاييف على موقع بوكس ريك (الإنجليزية) (registration required)
- جورجي تشيغاييف على موقع اللجنة الأولمبية الدولية (الإنجليزية)
- جورجي تشيغاييف على موقع أوليمبيديا (الإنجليزية)